# Tomir Bałut

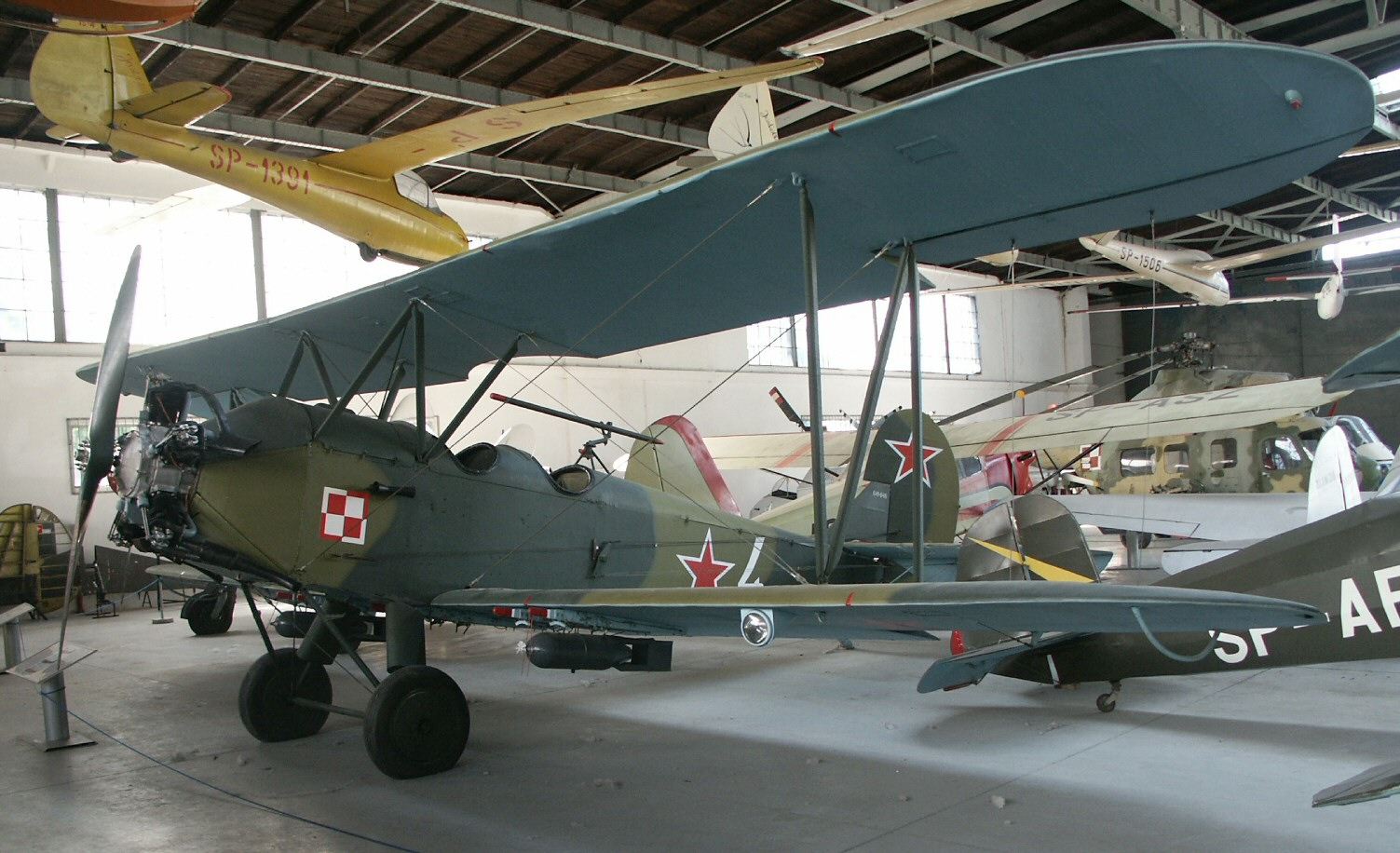
Samolot Po-2 (kukuruźnik) w Muzeum Lotnictwa Polskiego w Krakowie

Tomir Bałut (ur. 2 lipca 1927 w Więcborku, zm. 10 maja 2018 w Algonquin Provincial Park) – polski inżynier, w czasie II wojny światowej żołnierz Armii Krajowej, a po wojnie uczestnik ucieczki samolotem z komunistycznej Polski.

## Życiorys

### Dzieciństwo i okres II wojny światowej
Był synem zawiadowcy Gustawa Bałuta i nauczycielki Olgi Żukotyńskiej. Jego ojciec pochodził z wielodzietnej rodziny rolniczej z Żołyni Dolnej i był uczestnikiem I wojny światowej oraz późniejszej obrony Lwowa. Do wybuchu II wojny światowej Gustaw Bałut pracował jako zawiadowca stacji PKP w Grudziądzu i Więcborku, a następnie w Dyrekcji Polskich Kolei Państwowych w Bydgoszczy i Krakowie.
Tomir Bałut przed wojną związany był z harcerstwem. W 1936 złożył przyrzeczenie harcerskie i do wybuchu wojny uzyskał stopień młodzika i wywiadowcy. W 1944 ukończył kurs podchorążych Armii Krajowej.

### Okres powojenny i ucieczka z Polski
Po wojnie był harcerzem w Komendzie Hufca Gdańsk-Oliwa i pilotem samolotów cywilnych oraz szybowców. Do momentu ucieczki z Polski był także studentem IV roku na Politechnice Gdańskiej. Wraz ze swoim starszym o trzy lata bratem Przemysławem, również studentem Politechniki Gdańskiej, w dniu 26 października 1950 uciekł z komunistycznej Polski – radzieckim dwupłatowym samolotem szkolnym i wielozadaniowym Po-2, tzw. Kukuruźnikiem. Tomir i Przemysław wystartowali z Gdańska i nad Bałtykiem przelecieli do Szwecji (ich lot trwał 2 godziny 45 minut).
Po ucieczce braci Bałutów, aresztowani i poddani represjom zostali między innymi ich rodzice (ojciec braci w ramach późniejszych represji został przeniesiony z pracy w Dyrekcji Kolei Gdańskiej na stację kolejową w prowincjonalnych Laskowicach). Urząd Bezpieczeństwa aresztował także kierownika szkoły szybowcowej w Trzepowie – Henryka Tyszko oraz obecnych na lotnisku w trakcie ucieczki, pracowników lotniska Hempela, Kurkowskiego i Stanisława Potrawiaka. W wyniku ucieczki braci Bałutów został zawieszony w lotach personel latający w lotnictwie cywilnym w całej Polsce. Zawieszono także działalność Aeroklubu Gdańskiego, a sprzęt przeniesiono na lotnisko w Strzebielinie (UB zajęło w depozyt zdemontowane śmigła i gaźniki). Rozwiązano również sekcje lotniczą na Politechnice Gdańskiej, której studentami byli bracia, a studentów przeniesiono do Wrocławia.

### Życie i działalność na emigracji
W sierpniu 1951 Tomir Bałut wyjechał ze Szwecji, emigrując na stałe do Kanady. Pracował w przemyśle lotniczym i biurach projektowych w Montrealu, zaś w 1956 ukończył studia na Wydziale Mechanicznym Uniwersytetu w Toronto. Następnie przez 25 lat był pracownikiem firmy energetycznej Ontario Hydro, gdzie był zatrudniony na stanowisku konstruktora w działach turbin wodnych i parowych. W trakcie kariery zawodowo-naukowej pracował także w różnych elektrowniach atomowych; był upoważniony przez Atomic Energy Control Board do sterowania reaktorem. Przez trzy lata pracował w ramach Rajasthan Atomic Power Project w Indiach.
Po studiach podyplomowych był asystentem przy Katedrze Konstrukcji Maszyn Uniwersytetu w Toronto. W latach 1977–1983 pracował na stanowisku kierownika działu konstrukcyjnego analizy wytrzymałościowej w Toronto. W latach 1990–1996 wchodził w skład Komitetu Technologicznej Współpracy z Polską, był członkiem Stowarzyszenia Inżynierów Polskich w Kanadzie i Stowarzyszenia Gdańszczan w Kanadzie oraz działaczem harcerskim.
Historię swojej ucieczki z 1950 roku spisał w formie 48-stornnicowej relacji pt. Tomir H. Bałut, Wspomnienia. Ucieczka z Polski do Szwecji, Toronto 1997.